# TRUNK (アルバム)
『TRUNK』（トランク）は、HYのインディーズ3枚目のオリジナル・アルバム。2004年7月14日にリリース。

## 概要
アルバム・タイトルの意味は「（樹の）幹」。「てがみ」「そこにあるべきではないもの」2曲はMVが製作された。
収録曲の「そこにあるべきではないもの」は、HYがスペシャル・サポーターを務める『“そこにあるべきではない三線”プロジェクト』のテーマソングとして使用されている。

## チャート成績
前作『Street Story』に続きオリコンアルバムチャートで1位獲得。インディーズのアーティストとして史上初となる2作目の同チャート1位獲得。

## リリース形態
内容は同一であるが、外装違いの「Spring Version」が2006年3月16日に発売。

## エピソード
2ndアルバム『Street Story』リリースに伴う全国ツアー直後に本作のリリースが決まり、新曲のストックが無い中、1か月後にレコーディングという非常にタイトなスケジュールで制作された。
当時は精神的に余裕が無かったこともありメンバー同士の関係も良くなかったといい、名嘉は「多分あれ（本アルバム）が一番きつかった」「そのまま解散の流れになってたら…って思うくらい、あの時は大変でしたね」。仲宗根は「一番きつくて、一番メンバーの仲が悪かった時期」と語っている。
名嘉は音楽ナタリーのインタビューにて「みんなが『はい、おーしまい』って言ってたら、HYはあのとき絶対に終わってたはず。でも僕らはそうは言わなかった。つらい状況ではあったけど、『また次を作ろう』『次を作りたい』って気持ちになれたから」と当時を振り返っている。

## 収録曲
| #         | タイトル                       | 作詞              | 作曲              | 時間  |
| --------- | ------------------------------ | ----------------- | ----------------- | ----- |
| 1.        | 「てがみ」                     | TUN               | TUN               | 6:10  |
| 2.        | 「ささくれ」                   | TUN               | TUN               | 4:35  |
| 3.        | 「そこにあるべきではないもの」 | TUN               | TUN               | 4:32  |
| 4.        | 「僕がキミを」                 | HIDEYUKI SHINZATO | HIDEYUKI SHINZATO | 4:58  |
| 5.        | 「弱虫」                       | HIDEYUKI SHINZATO | HIDEYUKI SHINZATO | 3:51  |
| 6.        | 「涙」                         | TUN               | TUN               | 5:01  |
| 7.        | 「DADA」                       | YUHEI MIYAZATO    | TUN               | 4:02  |
| 8.        | 「Hey Bo」                     | HIDEYUKI SHINZATO | HIDEYUKI SHINZATO | 5:20  |
| 9.        | 「すてきなキッカケ」           | HIDEYUKI SHINZATO | HIDEYUKI SHINZATO | 5:25  |
| 10.       | 「初雪」                       | TUN               | TUN               | 5:04  |
| 11.       | 「Song for･･･」                | IZUMI NAKASONE    | IZUMI NAKASONE    | 4:50  |
| 合計時間: | 合計時間:                      | 合計時間:         | 合計時間:         | 53:48 |

1. てがみ
2. ささくれ
3. そこにあるべきではないもの
  - 島に溢れるゴミについての曲。作中では、「ゴミ」は『そこにあるべきではないもの』と歌われている。
4. 僕がキミを
5. 弱虫
6. 涙
7. DADA
8. Hey Bo
9. すてきなキッカケ
10. 初雪
11. Song for･･･
  - メンバーの仲宗根が20歳の時に出会った当時15歳の男子中学生に向けて書いた楽曲。地元の中学校で教育実習をしていた友人の誘いで生徒達との食事会に参加した際に出会い、その時に1人の生徒に対し恋愛感情を抱き連絡を取り合うことになったが、相手が15歳である事から恋愛関係には進展できず、別れを告げる。その生徒が20歳になった時、もしまだ互いが好きだったらその時は付き合おうという当時の思いを歌にしたのが本楽曲。男子生徒が20歳になり仲宗根に突如電話をしたのがきっかけで2人は再会。仲宗根は告白されるが当時別の男性と交際しており交際に至らなかったが、2年後に沖縄で再会、交際を開始。この男性と2011年に結婚した[4]。